# Лакшевине
Лакшевине су насељено мјесто града Мостара, Федерација Босне и Херцеговине, БиХ.

## Историја
Настале су издвајањем из насељеног мјеста Ортијеш.

## Становништво
| Националност       | 1991. |
| Срби               | 306   |
| Муслимани          | 12    |
| Југословени        | 11    |
| Хрвати             | 1     |
| остали и непознато | 6     |
| Укупно             | 336   |

| Демографија | Демографија | Демографија |
| Година      | Становника  | Становника  |
| ----------- | ----------- | ----------- |
| 1991.       | 336         |             |
| 2013.       | 1.432       |             |